# Cyperus hieronymi
Cyperus hieronymi är en halvgräsart som beskrevs av Johann Otto Boeckeler. Cyperus hieronymi ingår i släktet papyrusar, och familjen halvgräs. Inga underarter finns listade i Catalogue of Life.